# غرد كولان
غرد كولان هي قرية في مقاطعة بيرانشهر، إيران. يقدر عدد سكانها بـ 176 نسمة بحسب إحصاء 2016.